# مسیر مهتابی (فیلم)
مسیر مهتابی (به انگلیسی: Moonlight Mile) فیلمی است محصول سال ۲۰۰۲ و به کارگردانی برد سیلبرلینگ است. در این فیلم بازیگرانی همچون جیک جیلنهال، داستین هافمن، سوزان ساراندون، الن پامپئو، هالی هانتر، دابنی کلمن، رکسان هارت و ریچارد تی جونز ایفای نقش کرده‌اند.

## خلاصه
مرد جوانی پس از مرگ ناگهانی نامزد خود در منزل خانواده او برای مدتی ماندگار می شود.هنگامی که در غم از دست دادن نامزدش به سر می برد احساس می کند به زن دیگری علاقه پیدا کرده و...